# Battle Ground (Washington)
Battle Ground és una població dels Estats Units a l'estat de Washington. Segons el cens del July 1, 2008 tenia 16.812 habitants.

## Demografia
Segons el cens del 2000, Battle Ground tenia 9.296 habitants, 3.071 habitatges, i 2.346 famílies. La densitat de població era de 986 habitants per km².
Dels 3.071 habitatges en un 50,4% hi vivien nens de menys de 18 anys, en un 58,9% hi vivien parelles casades, en un 12% dones solteres, i en un 23,6% no eren unitats familiars. En el 18,2% dels habitatges hi vivien persones soles el 7,7% de les quals corresponia a persones de 65 anys o més que vivien soles. El nombre mitjà de persones vivint en cada habitatge era de 2,99 i el nombre mitjà de persones que vivien en cada família era de 3,43.
Per edats la població es repartia de la següent manera: un 36,2% tenia menys de 18 anys, un 10% entre 18 i 24, un 32,9% entre 25 i 44, un 13,5% de 45 a 60 i un 7,3% 65 anys o més.
L'edat mediana era de 27 anys. Per cada 100 dones de 18 o més anys hi havia 90,5 homes.
La renda mediana per habitatge era de 45.070 $ i la renda mediana per família de 49.876 $. Els homes tenien una renda mediana de 41.133 $ mentre que les dones 25.215 $. La renda per capita de la població era de 17.139 $. Aproximadament el 7,3% de les famílies i el 9,3% de la població estaven per davall del llindar de pobresa.

## Poblacions més properes
El següent diagrama mostra les poblacions més properes.